# Морган Гемм
Морган Гемм (англ. Morgan Hamm, нар. 24 вересня 1982 року) — американський гімнаст, призер олімпійських ігор. Має брата-близнюка Пола Гемма, олімпійського чемпіона та абсолютного чемпіона світу зі спортивної гімнастики.